# Georg von Pasterwitz
Georg (ordensnamn, ursprungligen Robert Johannes Ivo) von Pasterwitz, född den 7 mars 1730 nära Passau, död den 26 januari 1803 i Kremsmünster, var entysk teolog och kontrapunktist.
von Pasterwitz studerade teologi i Salzburg och kontrapunkt under domkapellmästaren Eberlin. Han var 1785 i Wien som fullmäktig för abbotstiftet Kremsmünster samt blev därunder umgängesvän med Mozart, Albrechtsberger och Salieri med flera. Vid sin död var von Pasterwitz dekanus vid lyceet. Han komponerade kyrkomusik, komiska operor samt klaver- och orgelfugor.